# تاریخ خط
تاریخ خط کتابی از آلبرتین گاور با ترجمهٔ عباس مخبر است که در سال ۱۳۶۷ منتشر و در مراسم کتاب سال جمهوری اسلامی ایران به‌عنوان کتاب شایسته تقدیر معرفی شد.